# Georg 1. Rákóczi
Georg 1. Rákóczi (8. juni 1591 – 11. oktober 1648) var fyrste af Transsylvanien fra 1630 til 1648.
Georg var søn af Siegmund Rákóczi, fyrst i 1607-08. Under Trediveårskrigen var han forbundsfælle med Sverige og Frankrig.